# یواس‌اس وسول (دی‌دی-۸۷۸)
یواس‌اس وسول (دی‌دی-۸۷۸) (به انگلیسی: USS Vesole (DD-878)) یک کشتی بود. این کشتی در سال ۱۹۴۴ ساخته شد.